# Зиляхово
 Тази статия е за селото.  За административната единица, чийто център е вижте Зиляхово (дем).  
Зиля̀хово или Зеля̀хово (на гръцки: Νέα Ζίχνη, Неа Зихни, до 1927 Ζήλεια, Зилия, до 1926 Ζιλιάχοβα, Зиляхова) е село в Република Гърция, център на едноименния дем Зиляхово, област Централна Македония. Селото е център и на Зъхненската и Неврокопска епархия на Гръцката православна църква.

## География
Селото е център на историко-географската област Зъхна, в източната част Сярското поле, в южното подножие на планината Сминица (Меникио). От град Сяр е отдалечено на 30 километра в югоизточна посока.

## История

### Етимология
Според Йордан Заимов и Йордан Н. Иванов името е начално *Желѣхово, прилагателно от личното име *Желѣх(а), развито от Жел – в Желимир, Желислав и – ѣхъ с ж > з на гръцка почва. Сравнимо е Либяхово и други. В гръцки източници се среща като Ζιλιάχοβα, Ζηλιάχωβα, Ζιλίχοβα, Ζιλίχοβον, Ζελίχοβα, Ζελίχοβος.

### Средновековие
Първото споменаване на Зиляхово е в хрисовул на император Андроник II Палеолог (1282 - 1328) от 1321 година: „метох в Зелихова на името на светия архистратег на небесните сили със следните характеристики: три воденици и църквата там на името на почитания свети великомъченик Георги“ (μετόχιον εἰς τὴν Ζελίχοβαν εἰς ὄνομα τοῦ τιμίου Ἀρχιστρατήγου τῶν Ἄνω Δυνάμεων μετὰ τῶν προσόντων αὐτῶ τριῶν ὑδρομυλώνων καὶ τοῦ ἐκεῖσε ναοῦ τοῦ εἰς ὄνομα τιμωμένου τοῦ ἁγίου μεγαλομάρτυρος Γεωργίου).

### В Османската империя
Зиляхово започва да се издига и да измества Зъхна като център на областта вероятно в началото на XIX век, когато бей тук е Хасан паша Памукчу или синът му Фетах бей, които местят седалището на казата от Зъхна в Зиляхово.
През XIX век Зиляхово е предимно гагаузка паланка, център на Зъхненската каза на Серския санджак. В селото са съществували три джамии, християнска църква, големи чорбаджийски къщи, казарма, мъжко и женско училище, осем хана и търговски сгради.
Гръцка статистика от 1866 година показва Зиляхова като село с 1600 жители гърци и 900 турци.
Александър Синве („Les Grecs de l’Empire Ottoman. Etude Statistique et Ethnographique“), който се основава на гръцки данни, в 1878 година пише, че в Зеляхова (Zèliahova) живеят 2400 гърци. В „Етнография на вилаетите Адрианопол, Монастир и Салоника“, издадена в Константинопол в 1878 година и отразяваща статистиката на населението от 1873 година, Зиляхово (Ziliahovo) е посочено като село с 440 домакинства и 270 жители мюсюлмани, 900 българи и 170 гърци.
В 1889 година Стефан Веркович („Топографическо-этнографическій очеркъ Македоніи“) отбелязва Зиляхова като селище с 301 гагузки и 191 турски къщи.
В 1891 година Георги Стрезов пише:
| „ | Седалището на каймакамина е Зиляхово, паланка, 4 часа на И от Сяр. Има прилична чаршия; гръцка църква и гръцко училище. Числото на къщите е 550 с 2000 и повече жители. По-голямата част са гагаузи – християне, които говорят по турски и се казват гърци. Други такива села в Зъхненско са Порно, Ряхово и Росилово. | “ |

В края на XIX век през селото минава Васил Кънчов и пише:
| „ | [Зеляхово е] на една красива тераса, обкичено с ниви, градини, лозя. Малко градче е с каймакам на Зъхна. Има гагаузко население и около 80 къщи новопреселени българи. | “ |

Към 1900 година според статистиката на Кънчов („Македония. Етнография и статистика“) в Зеляхово живеят 2825 души, от които 120 българи християни, 850 турци, 80 гърци, 25 арнаути християни и 1750 турци християни.
По данни на секретаря на Българската екзархия Димитър Мишев („La Macédoine et sa Population Chrétienne“) през 1905 година в селото има 160 българи патриаршисти гъркомани, 60 власи и 1620 гагаузи.

### В Гърция
След Междусъюзническата война паланката попада в Гърция. През 1916 – 1918 година е под българско управление. Данни от март 1918 година сочат 2291 жители и 522 къщи. Според преброяването от 1928 година паланката е със смесено местно-бежанско население с 229 бежански семейства с 882 души. В 1926 година паланката е прекръстена на Зилеа, а в 1927 година на Неа Зихни. По време на Втората световна война (1941 – 1945) в селото се установява на гарнизон Шестдесет и втори пехотен сборен полк. Кмет на Зиляхово през 1941 – 1942 година е Веселин Данаилов Ацев.
Дълги години директор на гимназията в Зиляхово е Константинос Панайоту, починал на 29 януари 1959 година.
| Име          | Име            | Ново име      | Ново име      | Описание                             |
| ------------ | -------------- | ------------- | ------------- | ------------------------------------ |
| Каракуси     | Καρακούσι      | Мавропули     | Μαυροπούλι    | местност на ССЗ от Зиляхово          |
| Ак бунар     | Άκ Μπουνάρ     | Аспри Вриси   | Άσπρη Βρύση   | възвишение ССЗ от Зиляхово (370,6 m) |
| Кир чешме    | Κίρ Τσεσμέ     | Толи Вриси    | Θολή Βρύση    | местност ССИ от Зиляхово             |
| Ярбос        | Γιάρμποσι      | Елевтерон     | Έλεύθερον     | местност Ю от Зиляхово               |
| Скидила      | Σκιντίλα       | Ксеролакос    | Ξερόλακκος    | река, минаваща през Толос            |
| Гарницова    | Γκαρνίτσοβα    | Питари        | Πιθάρι        | местност ЮИ от Зиляхово              |
| Виглес       | Βίγλες         | Паратиритирия | Παρατηρητήρια | възвишение ЮИ от Чанос               |
| Чанос Бадина | Τσάνος Μπατίνα | Тумбес        | Τούμπες       | местност ЮИ от Чанос                 |
| Лямбос       | Λιάμπος        | Лемос         | Λαιμός        | местност Ю от Зиляхово и И от Чанос  |
| Агит баир    | Άγκιτ Μπαίρ    | Корфула       | Κορφούλα      | възвишение И от Чанос (142,1 m)      |
| Кончица      | Κοντσίτσα      | Харадрес      | Χαράδρες      | местност Ю от Зиляхово и И от Чанос  |
| Амбетин Ярин | Άμπετίν Γιαρίν | Дирема        | Δίρεμα        | река Ю от Зихялово                   |

## Личности
Родени в Зиляхово
- Теофил Мироточиви (? – 1548), християнски светец

Починали в Зиляхово
- Георги Димитров Пенов, български военен деец, подполковник, загинал през Първата световна война[27]